# Václav Mencl
Václav Mencl (* 5. dubna 1943 Brno) je český pravicový politik, člen ODS, počátkem 90. let 20. století primátor Brna, v letech 1996–1998 senátor a v letech 2002 až 2013 poslanec Poslanecké sněmovny. Od roku 2015 je členem RRTV, od června 2021 radě předsedá.

## Biografie
V roce 1967 vystudoval architekturu na Vysokém učení technickém v Brně (roku 1962 byl vyloučen ze studia kvůli účasti na studentském protestním shromáždění, ve studiu pokračoval od roku 1963) a poté až do roku 1990 pracoval jako projektant ve Výzkumném ústavu vodohospodářském podniku Stavoprojekt Brno.
V komunálních volbách roku 1990 byl za Sdružení pro Brno zvolen do zastupitelstva Brna. Stal se pak primátorem Brna. Jeho nástup do funkce byl výsledkem složitých povolebních jednání. Ačkoliv v zastupitelstvu byla výrazně zastoupeno Hnutí za samosprávnou demokracii – Společnost pro Moravu a Slezsko, nedokázalo získat většinovou podporu pro svého kandidáta. Naopak Menclovo Sdružení pro Brno, ač relativně menší subjekt, mělo blíže k Občanskému fóru a výsledkem dohod pak bylo zvolení Mencla primátorem. Členem ODS se stal roku 1991. Po dobu výkonu primátorské funkce čelil opakované kritice a opozice z řad HSD-SMS se snažila docílit jeho odvolání. Z primátorské funkce byl nakonec odvolán 30. září 1992.
V období let 1992 až 1995 pracoval jako vedoucí Ústavu územního plánování na Fakultě architektury Vysokého učení technického v Brně. V letech 1995 až 1998 byl náměstkem ministra hospodářství a ministra pro místní rozvoj coby ředitel sekce regionální politiky a územního plánování.
V senátních volbách roku 1996 byl zvolen členem horní komory českého parlamentu za Senátní obvod č. 19 – Praha 11. V 1. kole získal přes 47 % hlasů a v 2. kole porazil svého rivala (sociální demokrat Ivan David) poměrem 64:36. Zasedal v senátním výboru pro územní rozvoj, veřejnou správu a životní prostředí a byl místopředsedou senátorského klubu Občanské demokratické strany. V horní komoře parlamentu setrval jen po dva roky, do senátních voleb roku 1998. V nich sice vyhrál 1. kolo s 34 % hlasů, ale ve 2. kole ho porazil Daniel Kroupa z ODA.
Ve volbách v roce 2002 byl zvolen do poslanecké sněmovny za ODS (volební obvod Jihomoravský kraj). Byl místopředsedou sněmovního výboru pro veřejnou správu, regionální rozvoj a životní prostředí. V letech 2002–2004 působil jako místopředseda poslaneckého klubu ODS a od ledna do června 2006 jako 1. místopředseda klubu. Poslanecký mandát obhájil ve volbách v roce 2006. Působil jako místopředseda výboru pro životní prostředí a v letech 2006–2009 i jako člen zemědělského výboru. Zároveň zůstal do září 2006 1. místopředsedou poslaneckého klubu ODS (pak až do konce funkčního období řadovým místopředsedou). Opětovně byl do sněmovny zvolen ve volbách v roce 2010. Byl členem sněmovního výboru pro životní prostředí, volebního výboru a organizačního výboru. Působil na postu místopředsedy poslaneckého klubu.
V letech 1999 až 2002 byl hlavním manažerem ODS.
V dubnu 2015 byl zvolen členem Rady pro rozhlasové a televizní vysílání, na tento post ho nominovala ODS, funkce se ujal 24. května 2015. V červenci téhož roku se navíc stal místopředsedou rady. V dubnu 2021 byl Poslaneckou sněmovnou PČR zvolen opět členem Rady pro rozhlasové a televizní vysílání. Na tuto funkci jej opět nominovala ODS. Ve volbě získal 138 ze 186 možných hlasů (ke zvolení bylo třeba 94 hlasů). Nicméně v květnu 2021 nejprve opustil post místopředsedy rady, následně mu začal druhý mandát. V polovině června 2021 byl pak zvolen novým předsedou rady, ve funkci tak nahradil Ivana Krejčího. V červenci 2025 byl zvolen předsedou rady i na další období.
Jeho syn Vojtěch Mencl je od roku 2018 za ODS starostou městské části Brno-střed.